# Wolfram Lösch
Wolfram Lösch (* 1. April 1982) ist ein ehemaliger deutscher Skeletonpilot und aktueller Skeleton-Trainer.

## Karriere
Wolfram Lösch begann 2000 mit dem Skeletonsport. Schon im Dezember des Jahres fuhr er in Altenberg sein erstes Skeleton-Europacup-Rennen. In Winterberg erreichte er im November 2001 als Siebtplatzierter erstmals eine Top-Ten-Platzierung im Europacup. Ein Jahr später fuhr er in Winterberg erstmals auf Platz drei und erreichte damit die erste Podiumsplatzierung. Im Januar 2003 debütierte Lösch in Igls im Skeleton-Weltcup und wurde in seinem ersten Rennen 19. Wenig später trat er bei der Skeleton-Europameisterschaft 2003 in St. Moritz an und wurde 18. Ein paar Wochen später konnte er in Altenberg als 16.-Platzierter sein bestes Weltcup-Resultat. 2004 trat er bei den Junioren-Weltmeisterschaften in Winterberg an, wo er als Viertplatzierter knapp eine Medaille verpasste. In der Saison 2004/05 fuhr Lösch vor allem im Europacup. Es wurde seine beste Saison in der Rennserie. Nach mehreren einstelligen Platzierungen wurde er hinter den US-Amerikanern Robert Murray und Chris Hedquist Dritter der Gesamtwertung.
Bei den deutschen Junioren-Meisterschaften wurde Lösch 2001 hinter Simon Wiesheu Zweiter, ein Jahr später gewann er den Titel. Die Deutsche Skeleton-Meisterschaft 2001 beendete der Athlet des RC Ilmenau als Achter, 2002 Fünfter, 2003 gewann er hinter Willi Schneider und Florian Grassl gemeinsam mit Frank Kleber die Bronzemedaille. Es blieb bei einer Platzierung auf dem Podium, doch konnte sich Lösch noch mehrfach gut platzieren. 2004 wurde er Achter, 2005 Siebter und 2006 Sechster.
Er ist in Altenberg als Bundesstützpunkttrainer-Trainer Skeleton angestellt und er ist der zum Beispiel der Heimtrainer von Axel Jungk.